# Abdelwahed Radi
Pour l’article homonyme, voir Abdeslam Radi.
Abdelwahed Radi, né le 4 janvier 1935 à Salé (Protectorat français au Maroc) et mort le 26 mars 2023 à Boulogne-Billancourt (France),, est un psychologue et homme politique marocain. 
Il est Premier secrétaire de l'Union socialiste des forces populaires de novembre 2008 à décembre 2012. À partir de 2011, il est président de l'Union interparlementaire pour un mandat de trois ans.

## Biographie
Abdelwahed Radi commence sa carrière en tant que professeur de psychologie sociale à la Faculté des lettres et des sciences humaines de Rabat. Il est l'un des fondateurs en 1956, avec Abderrazak Afilal, de l'Union nationale des étudiants du Maroc. Il est également l'un des fondateurs en 1959 de l'Union nationale des forces populaires (UNFP).
Lors des législatives de 1963, il est élu député de la ville de Sidi Slimane, il est réélu au même poste aux législatives de 1970, 1977, 1984, 1993, 1997, 2002, 2007, 2011, 2017 et 2021.
Le 30 novembre 1983, il est nommé ministre chargé de la Coopération dans le gouvernement Lamrani III. En 1989, il devient membre du bureau politique de l'Union socialiste des forces populaires (USFP).
À la suite des législatives de 1997, il est élu président de la Chambre des représentants. En 2002, il est réélu au même poste à la suite des législatives de la même année remportées par son parti.
En 1998, il est élu président du Conseil de la région du Gharb-Chrarda-Beni Hssen.
Le 15 octobre 2007, il est nommé ministre de la Justice dans le gouvernement El Fassi. Lors du remaniement ministériel du 4 janvier 2010, il est remplacé par l'avocat Mohamed Taïeb Naciri.
Le 8 novembre 2008, lors de la tenue du VIIIe congrès national de l'USFP, il est élu, face à Fathallah Oualalou, Premier secrétaire de l'USFP en remplacement de Mohamed El Yazghi.
Lors des communales de 2009, il est élu conseiller municipal de la commune de Lakssibia dans la province de Kénitra.
Le 9 avril 2010, il marque son retour au perchoir et devient le 9e président de la Chambre basse marocaine en remplacement de Mustapha Mansouri. Un an et demi plus tard, le 19 octobre 2011, il est élu président de l'Union interparlementaire (UIP) pour un mandat de trois ans.

### Divers
Abdelwahed Radi a également été de 1984 à 1986 secrétaire général de l'Union arabo-africaine, coprésident du Forum parlementaire euro-méditerranéen de 1998 à 2004, président du Conseil consultatif de l'Union du Maghreb arabe de 2001 à 2003, président de l'Union des parlements des États membres de l'Organisation de la conférence islamique de 2001 à 2004 et député au Parlement arabe.
À l'occasion du Salon du Livre de Casablanca 2017, Abdelwahed Radi a présenté ses mémoires dans un livre intitulé Le Maroc que j'ai vécu, publié en arabe chez le Centre Culturel du Livre à Casablanca.

## Distinctions
- Grand cordon de l'ordre du Trône ( Maroc, 2014)[8].
- Grand-croix l'ordre royal d'Isabelle la Catholique ( Espagne).